# Daldinia dennisii
Daldinia dennisii är en svampart. Daldinia dennisii ingår i släktet Daldinia och familjen kolkärnsvampar.

## Underarter
Arten delas in i följande underarter:
- dennisii
- microspora